# Szkoła Podstawowa im. Armii Krajowej w Chełmcach
Szkoła Podstawowa im. Armii Krajowej – szkoła znajdująca się w Chełmcach, w województwie kujawsko-pomorskim, w powiecie inowrocławskim, w gminie Kruszwica.

## Historia[1]

### Początki szkoły
Mało wiadomo o początkach owej szkoły. W księgach kościelnych pochodzących z I poł. XV wieku znaleźć można informację: „Od niepamiętnych lat istnieje tu szkoła”. Szkołę utrzymywał w tamtym czasie proboszcz ze swoich własnych funduszy, a zajęcia przeprowadzano prawdopodobnie w budynkach kościelnych.

### XIX wiek
Księgi kościelne zawierają też informacje o szkole w późniejszych okresach. Znana jest lokalizacja budynku szkolnego. XIX-wieczny budynek stoi do dziś, nazywany jest przez mieszkańców domem gminnym.
Po rozbiorach Chełmce wcielono do Prus, dlatego w szkole uczono dwóch języków: języka polskiego, a także języka niemieckiego. W okresie od II połowy XIX wieku do I wojny światowej zaprzestano nauki języka polskiego. Niemiecki stał się jedynym językiem wykładowym. W czasie nasilania się germanizacji podjęto próbę wprowadzenia obowiązkowej modlitwy i nauki religii w języku niemieckim. Uczniowie i ich rodzice zbuntowali się przeciw temu, podobnie jak we Wrześni. Powyższy strajk zorganizował ówczesny uczeń, Stanisław Paruzal.

### XX wiek
W 1906 roku do użytku został oddany nowy budynek szkolny. Stoi do dziś przy drodze prowadzącej na Morgi. Budynek nazywany jest przez mieszkańców „starą” lub „czerwoną” szkołą, ze względu na kolor użytej do budowy cegły. Jak na tamte czasy i wiejską szkołę budynek przestronny, duży, z jasnymi salami. Dobre oświetlenie zdecydowanie wpłynęło na poprawę warunków nauczania. Składał się z trzech sal lekcyjnych: jedna na parterze oraz dwie na piętrze. Na poddaszu były mieszkania dla nauczycieli, natomiast na parterze od strony podwórka mieszkał kierownik szkoły. Przez pewien czas w szkole zlokalizowany był urząd pocztowy, który prowadziła żona kierownika szkoły. Najstarsi, żyjący mieszkańcy Chełmc i okolic uczęszczali do „starej” szkoły.
W czasie okupacji hitlerowskiej szkoła była zamknięta dla polskich uczniów. Nieliczna młodzież chodziła do czynnej w tamtym czasie szkoły w Tarnówku. Pierwszym rocznikiem absolwentów po wojnie był 1945/46. Była to młodzież, która rozpoczęła naukę przed wojną, a w czasie okupacji dochodziła do szkoły w Tarnówku. Większość dzieci uczyła się wtedy jednak w domach.
Powojenne klasy były bardzo liczne, dlatego w „czerwonej” szkole było trudno pomieścić wszystkich uczniów. Problem ten skończył się, gdy szkole udostępniono pomieszczenia w starym baraku. Młodzież uczyła się tam do 1952 roku.
Wiosną 1949 roku rozpoczęto budowę nowego budynku szkolnego. Wzniesiono go w sąsiedztwie „starej” szkoły. Z braku dostatecznej ilości funduszy została wykonana tylko 1/3 zaprojektowanego obiektu, czyli część północna z czterema klasami. Łącznie prace trwały 2 lata. Budynek został oddany do użytku 1 lutego 1951 roku.
W roku 1957 w nowej szkole założono instalację elektryczną i przeprowadzono remonty, także w starym budynku.
Do lat 50. XX w. każde rozpoczęcie i zakończenie roku szkolnego rozpoczynane były nabożeństwem w kościele parafialnym św. Katarzyny. Przez następne czterdzieści lat dzieci na lekcje religii uczęszczały do kościoła, wyjątkiem były lata 1957–58, kiedy to ksiądz nauczał w szkole.

## Modernizacja
W 1986 roku rozpoczęły się prace modernizacyjne. Założono wówczas instalację centralnego ogrzewania, a także doprowadzono sieć wodociągową do sal lekcyjnych. Po wielu latach starań, 19 października 1993 roku, w trakcie uroczystego zebrania otwarto nowe skrzydło szkoły, w którym znajdują się sanitariaty i szatnia.

## Awarie
5 października 2020 w godzinach wieczornych, w szkole miała miejsce awaria hydrantu wewnętrznego, która spowodowała duże szkody. Przeprowadzono remont.